# Петля Барнарда
Петля Барнарда, или петля Ориона (Sh 2-276), — эмиссионная туманность в созвездии Ориона. Является частью облака Ориона.

## История исследования
Первым наблюдением туманности можно считать наблюдения Уильяма Гершеля 1 декабря 1786 года. Позже в 1895 году она была обнаружена и сфотографирована Эдвардом Эмерсоном Барнардом, который дал ей название «Петля Ориона». Он описал её как «огромную изогнутую туманность, окружающую Пояс и Большую туманность и покрывающую значительную часть великана».

## Характеристики
Петля Барнарда имеет угловой диаметр 1200 угловых минут. Она находится на расстоянии 200-400 парсек от Земли, что соответствует размеру около 60 парсек. Свечение туманности поддерживается излучением группы молодых горячих звёзд (ассоциация OB1 Ориона), расположенных поблизости. Петля Барнарда связывается с расширяющейся областью разогретого газа, открытой в 1979 году группой исследователей во главе с Ленноксом Коуи, и получившей название «Плащ Ориона».
Происхождение туманности связывается с серией вспышек сверхновых в скоплении Туманности Ориона, произошедших 2—3 млн лет назад. 
Петля Барнарда также связана со значительным числом других расширяющихся пузырей газа, образованных вследствие вспышек сверхновых, которые вместе образуют цилиндрическую область, содержащую разогретый ионизированный газ, известную как суперпузырь Ориона-Эридана.

## В культуре
Название туманности вдохновило создателей советского научно-фантастического фильма «Петля Ориона».